# Jörg Kempenich
Jörg Kempenich (ur. 30 maja 1965 w Bonn) – niemiecki szablista reprezentujący też RFN, trzykrotny medalista mistrzostw świata.
Podczas mistrzostw świata w Denver w 1989 roku reprezentanci RFN w składzie: Frank Bleckmann, Felix Becker, Jürgen Nolte, Ulrich Eifler i Jörg Kempenich zdobyli srebrny medal w szabli drużynowej. W rywalizacji drużynowej zdobył następnie brązowe medale na mistrzostwach świata w Lyonie (1990) i mistrzostwach świata w Budapeszcie (1991).
Na igrzyskach olimpijskich w Seulu w 1988 roku zajął szóste miejsce drużynowo. Na rozgrywanych cztery lata później igrzyskach olimpijskich w Barcelonie w rywalizacji indywidualnej był siedemnasty, a w drużynowej piąty. 